# Squadriglia 77
77ª Squadriglia Aeroplani da Caccia (röviden:77ª, teljes nevén magyarul: 77. Vadászrepülő Osztag) egy híres olasz repülőszázad volt, amely az első világháborúban szerzett magának jelentős hírnevet, de a második világháborúban is szolgált.

## Története

### Légi győzelmek
Sajnos az egységről csupán nagyon kevés információ maradt fenn, és a forrás is nagyon kevés. Az osztag ászpilótái összesen 32 légi győzelmet szereztek, ehhez hozzá jön az ászpilótákon kívüli pilóták teljesítménye, ezt azonban nem ismerjük. Olyan nagynevű pilóták szolgáltak itt mint Feruccio Ranza (17 igazolt légi győzelem), vagy Pier Piccio (25 igazolt légi győzelem). Bár ők légi győzelmeik zömét nem itt szerezték, mindenképpen jó fényt vett az osztagra, hogy a legeredményesebb olasz ászpilóták közül több is itt szolgált.

### Ászpilóták
Az osztagban 6 ászpilóta szolgált (légi győzelem szerint csoportosítva) :
- Carlo Lombardi (8-ból 8 ennél az osztagnál)
- Giovanni Ancilotto (11-ből 7 ennél az osztagnál)
- Ernesto Cabruna (8-ból 6 ennél az osztagnál)
- Cosimo Rizzotto (6-ből 6 ennél az osztagnál)
- Feruccio Ranza (17-ből 4 ennél az osztagnál)
- Pier Piccio (25-ből 1 ennél az osztagnál)

### Repülőgépek
A 70. Vadászrepülő Osztag 4 féle repülőgéppel repült:
- Nieuport 11
- Nieuport 17
- SPAD VII
- Ansaldo A.1 Balilla

### A második világháborúban
Az osztag a második világháborúban is szolgált a 13. Gruppo-ba beosztva. Állomáshelye pedig Pisa közelében, Metato-ban volt.

## Lásd még
- Első világháború
- Olaszország történelme